# 吳美珩
吳美珩（Ng Mei Heng, Melissa，1972年5月5日—），1996年國際華裔小姐競選亞軍（三藩市代表），參選後加入香港無綫電視（TVB）成為旗下藝員，曾為無綫電視當家花旦，并在电视剧《人間蒸發》、《开心宾馆》、《爱情全保》、《女人唔易做》以及《太極 》担任第一女主角或女主角之一，其中《女人唔易做》更以平均收视33点、最高收视41点成为2006年TVB电视剧年度收视冠军，而《太極》则是她息影之作。值得一提的是，她在無綫多套電視劇中經常與江華合演情侶或夫妻。

## 家庭
吳美珩的父母是醫生，家中有四姊妹，四歲時舉家從中國大陸移民到美國。2001年與美籍華人王華麟在君悅酒店結婚，席開60桌，但直至2007年才正式對外公佈，同年7月她誕下愛女Maegan，自此絕跡娛樂圈，2011年，再誕下一名兒子。

## 演出作品

### 電視劇（無綫電視）
| 翡翠台首播    | 劇名                 | 角色                                     |
| 1996年-1999年 | 真情                 | 邵麗珊/羅生肖                            |
| 1997年        | 刑事偵緝檔案III      | 于小俞（北京新進律師）（檔案一：北京狂情） |
| 1997年        | 鑑證實錄             | 譚慧欣(「變性殺人案」：張立民之妻)       |
| 1998年        | 天地豪情             | 甘鳳欣                                   |
| 1998年        | 烈火雄心             | 程青雅                                   |
| 1998年        | 聊齋（貳）           | 花妖夢姬（單元「花醉紅塵」）             |
| 1998年        | 大澳的天空           | 唐 淇                                    |
| 1998年        | 西遊記(貳)           | 女 媧                                    |
| 1998年        | 冤家宜結不宜解       | 游真琴                                   |
| 1999年        | 刑事偵緝檔案IV       | 周若玫（檔案二：同性之愛）               |
| 1999年        | 刑事偵緝檔案IV       | 林永恒（檔案二：同性之愛）               |
| 2000年        | 楊貴妃               | 梅 妃                                    |
| 2000年        | 雷霆第一關           | 鮑紀君                                   |
| 2000年        | 新鮮人               | 冼佳君                                   |
| 2000年        | 碧血劍               | 溫 儀／溫 倩                             |
| 2001年        | 街市的童話           | 嚴美珠                                   |
| 2001年        | 廉政追擊             | Anna（單元一：阿郎故事）                 |
| 2002年        | 情牽百子櫃           | 姜心悅                                   |
| 2002年        | 點指賊賊賊捉賊       | 容小典                                   |
| 2003年        | 九五至尊             | 岑日愛（Rachel）                         |
| 2003年        | 咫尺疑魂（電視電影） | 丁玲                                     |
| 2003年        | 鳳舞香羅             | 冷香泠                                   |
| 2004年        | 下一站彩虹           | 潘寶玲                                   |
| 2004年        | 楚漢驕雄             | 虞 姬                                    |
| 2005年        | 開心賓館             | 翁家文                                   |
| 2005年        | 妙手仁心III          | 葉 淘（Sarah）                           |
| 2005年        | 人間蒸發             | 黎 筱／莫慧姿                            |
| 2006年        | 女人唔易做           | 高志玲（高Ling）                         |
| 2006年        | 愛情全保             | 谷若晞（Hazel）                          |
| 2008年        | 太極                 | 桑青／容若芊                             |

### 綜藝節目
- 1998年：《公益開心大賞頭》第7集嘉賓
- 1998年：《歡樂滿東華》「鄭少秋五美傾情」
- 2000年：《公益開心百萬SHOW》第4集嘉賓
- 2001年：《公益開心大富翁》第3集嘉賓
- 2001年：《好客香港攞滿FUN》嘉賓
- 2006年：《15/16》第60-62集嘉賓

### MV演出
- 1997年：譚詠麟《Lonely Lonely》（页面存档备份，存于）
- 1998年：譚耀文《生命中不能言喻的愛》 （页面存档备份，存于）

## 無綫月曆
- 2001年6月：黃日華、吳美珩
- 2002年2月：吳啟華、吳美珩
- 2003年9月：古天樂、陳慧珊、吳美珩
- 2004年11月：向海嵐、江華、吳美珩
- 2005年8月：鄭少秋、吳美珩
- 2006年3,4月：楊婉儀、宣萱、佘詩曼、黎姿、吳美珩、郭羨妮
- 2007年5月：吳美珩、馬浚偉、郭晉安

## 廣告代言
- 2002年：《ULTIMA II 美白水凝按摩露》 （页面存档备份，存于）
- 2003年：《ULTIMA II 美白水分面膜》 （页面存档备份，存于）

## 外部連結
- 吳美珩在互联网电影资料库（IMDb）上的資料（英文）